# 圣普朗谢
圣普朗谢（法語：Saint-Planchers，法語發音：[sɛ̃ plɑ̃ʃe]）是法国芒什省的一个市镇，属于阿夫朗什区。

## 地理
圣普朗谢（48°49'23"N, 1°31'33"W）面积11.96 平方千米，位于法国诺曼底大区芒什省，该省份为法国西北部沿海省份，西、北、东北三面环大西洋，东起顺时针与卡爾瓦多斯省、奧恩省、马耶讷省和伊勒-维莱讷省接壤。
与圣普朗谢接壤的市镇（或旧市镇、城区）包括：滨海库德维尔、博斯河畔昂克托维尔、格朗维尔、圣欧班德普雷欧、圣让德尚、滨海圣派尔、伊克隆。

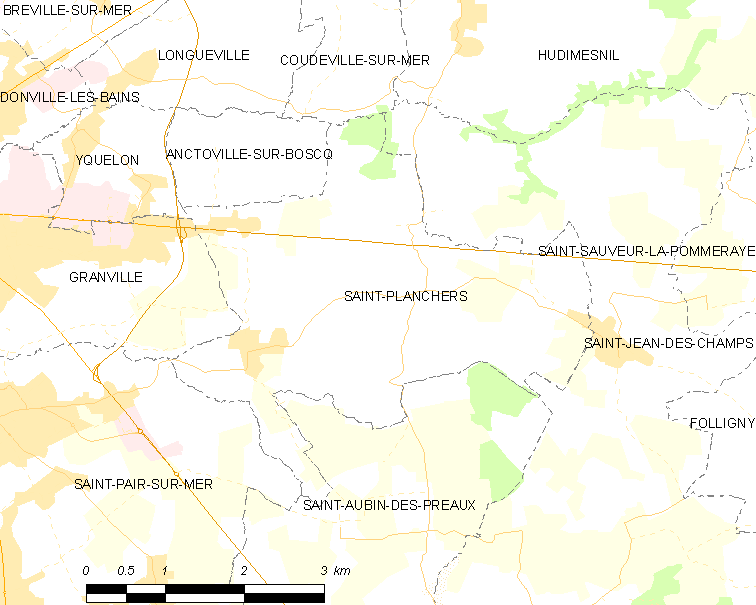
圣普朗谢的OSM定位图

圣普朗谢的时区为UTC+01:00、UTC+02:00（夏令时）。

## 行政
圣普朗谢的邮政编码为50400，INSEE市镇编码为50541。

## 政治
圣普朗谢所属的省级选区为布雷阿勒县。

## 人口

1962-2008年间圣普朗谢人口变化图示

圣普朗谢于2022年1月1日时的人口数量为1451人。